# Robert Wilson (scrittore)
Robert Wilson (Stanford, 1957) è uno scrittore britannico di romanzi polizieschi.

## Biografia
Nato a Stanford, Kent, nel 1957 da padre pilota nella Royal Air Force, durante la sua giovinezza ha studiato in Francia prima di laurearsi all'Università di Oxford.
Dopo aver lavorato nella pubblicità, nel commercio e nelle spedizioni viaggiando in Africa, Grecia e Portogallo, ha esordito nella narrativa nel 1995 con il romanzo Strumenti delle tenebre.
Autore di numerose opere che spaziano dallo spionaggio al poliziesco, nel 1999 è stato insignito del prestigioso premio Gold Dagger grazie al romanzo Una piccola morte a Lisbona.

## Opere

### Serie Bruce Medway
- Strumenti delle tenebre (Instruments of Darkness, 1995), Padova, Meridiano Zero, 2002 traduzione di Fabio Zucchella ISBN 88-8237-040-2.
- L'artiglio del leopardo (The Big Killing, 1996), Padova, Meridiano Zero, 2006 traduzione di Anna Feruglio Dal Dan ISBN 88-8237-113-1.
- Blood is Dirt (1997)
- A Darkening Stain (1998)

### Serie Javier Falcón
- L'uomo di Siviglia (The Blind Man of Seville, 2003), Milano, Longanesi, 2004 traduzione di Paola Merla ISBN 88-304-2141-3.
- Il silenzio delle vittime (The Silent and the Damned, 2004), Milano, Longanesi, 2008 traduzione di Paola Merla ISBN 978-88-304-2269-8.
- The Hidden Assassins (2006)
- The Ignorance of Blood (2009)

### Serie Charles Boxer
- Capital Punishment (2013)
- Non mi troverete mai (You Will Never Find Me, 2014), Roma, Edizioni e/o, 2015 traduzione di Nello Giugliano ISBN 978-88-6632-633-5.
- Stealing People (2015)
- Hear No Lies (2017)

### Altri romanzi
- Una piccola morte a Lisbona (A Small Death in Lisbon, 1999), Padova, Meridiano Zero, 2001 traduzione di Roberto Serrai ISBN 88-8237-025-9.
- La città delle ombre (The Company of Strangers, 2001), Milano, Rizzoli, 2002 traduzione di Ada Arduini e Giovanna Scocchera ISBN 88-17-87061-7.

## Filmografia
- Falcón (2012) Serie TV interpretata da Marton Csokas (soggetto)
- La Ignorancia de la Sangre (2014) regia di Manuel Gómez Pereira (soggetto)

## Alcuni riconoscimenti
- Gold Dagger: 1999 vincitore con Una piccola morte a Lisbona
- Gumshoe Awards: 2006 Best European Crime Novel con Il silenzio delle vittime